# Barye (Einheit)
Das Barye (Einheitenzeichen: b, Ba), auch als Barad, Barrie, Bary, Baryd oder Baryed bezeichnet, war eine in Frankreich gebräuchliche CGS-Einheit des Druckes:
{\displaystyle 1\ \mathrm {b} =1\ {\tfrac {\mathrm {dyn} }{\mathrm {cm} ^{2}}}=10^{-6}\ \mathrm {bar} =0{,}1\ \mathrm {Pa} }.
Dabei steht
- dyn für die Krafteinheit Dyn
- bar bzw. Pa für die Druckeinheiten Bar bzw. Pascal.